# Kohlschwarz
Kohlschwarz är en ort i kommunen Kainach bei Voitsberg i distriktet Voitsberg  i förbundslandet Steiermark i Österrike. Kohlschwarz var tidigare en självständig kommun, men blev den 1 januari 2015 en del av kommunen Kainach bei Voitsberg. Till kommunen hörde även orten Hemmerberg.